# یواس‌اس وونساکت (پی‌اف-۳۲)
یواس‌اس وونساکت (پی‌اف-۳۲) (به انگلیسی: USS Woonsocket (PF-32)) یک کشتی بود که طول آن ۳۰۳ فوت ۱۱ اینچ (۹۲٫۶۳ متر) بود. این کشتی در سال ۱۹۴۳ ساخته شد.